# Chronica Regum Mannia et Insularum

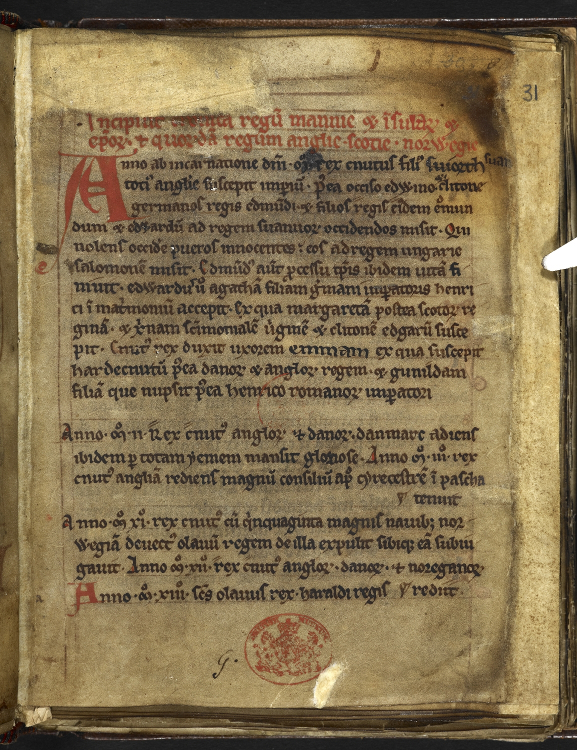
Pierwsza strona kroniki

Chronica Regum Mannia et Insularum (Kronika królestwa Mann i Wysp) – średniowieczna kronika opisująca wczesną historię wyspy Man. Spisana została po łacinie w drugiej połowie XIII wieku przez nieznanego autora.
Przypuszcza się, że jej główna część powstała w 1261 lub 1262 roku w opactwie Rushen na wyspie Man, które niedługo wcześniej, w 1147 roku zostało objęte przez cystersów. Rękopis został napisany atramentem na welinie o wymiarach 15×20 cm.
Po rozwiązaniu opactwa w 1540 roku kronika znajdowała się prawdopodobnie w różnych prywatnych zbiorach. W 1620 roku Roger Dodsworth przekazał ją Robertowi Cottonowi, którego zbiór średniowiecznych manuskryptów stał się jednym z filarów późniejszego Muzeum Brytyjskiego. Obecnie kronika znajduje się w Bibliotece Brytyjskiej w Londynie.

## Treść
Kronika zawiera opisy najważniejszych wydarzeń z lat 1000–1376, z czego lata 1066–1316 dotyczą samej wyspy. Ponieważ zawiera również historię kościelną oraz listę papieży (która kończy się na Urbanie VI), przypuszcza się, że została napisana dla opactwa Rushen z okazji jego powstania, gdy w 1257 roku zakończono budowę kościoła St. Mary. Manuskrypt w dużej mierze skupia się na roli wyspy jako centrum nordyckiego królestwa Mann i Wysp, wpływu jego władców i biskupów oraz znaczenia samego opactwa Rushen, które zostało założone dzięki wsparciu króla Olafa.
Pierwsze rozdziały opowiadają głównie o królach skandynawskich i anglosaskich, w tym o Knucie Wielkim, ale w porównaniu z późniejszymi nie są zbyt rozbudowane i szczegółowe. Ponadto wiele dat z tego okresu jest przesuniętych o około piętnaście lat wstecz względem faktycznego czasu wydarzeń historycznych. Historia wyspy Man rozpoczyna się od 1066 roku legendą o Godredzie Crovanie, który po tym, jak przeżył bitwę pod Stamford Bridge przybył na Man i w 1079 roku ustanowił tam królestwo. Przed tą datą w kronice nie pojawiają się żadne wzmianki na temat wyspy. Późniejsze zapiski opowiadają o kolejnym władcy królestwa – Godredzie Sigtryggssonie i jego następcach. Historia Man kończy się w roku 1316, gdy linia rodu Godreda wygasa, a prawo do panowania nad wyspą staje się przedmiotem sporu między Anglią i Szkocją. Ostatnie zapiski dotyczą historii kościelnej, która zawiera m.in. listę biskupów oraz kopię Cronica Romanorum pontificum. Kronika kończy się datą 25 stycznia 1376 roku, kiedy to John Duncan zostaje mianowany ostatnim biskupem Królestwa Mann i Wysp, przed podziałem biskupstwa.

## Najważniejsze wydarzenia
- 1016–1030: Małżeństwo króla Kanuta z Emmą, narodziny ich syna Hardekanuta oraz podróże Kanuta do Danii i Norwegii.
- 1031–1066: Założenie opactwa św. Edmunda, śmierć Kanuta i króla Edwarda Wyznawcy.
- 1066–1079: Bitwa pod Stamford Bridge, zwycięstwo Wilhelma Zdobywcy pod Hastings, podbój wyspy Man przez Godreda Crovana.
- 1079–1098: Założenie cysterskiego opactwa Cîteaux we Francji.
- 1102–1152: Wstąpienie na tron Olafa Godredssona. Powstanie opactw Savigny, Furness, Rievaulx, Calder, Melrose i Holme Cultram. Podarowanie ziemi przez króla Olafa pod budowę opactwa Rushen.
- 1165–1187: Morderstwo Tomasza Becketa w katedrze w Canterbury. Zdobycie Jerozolimy przez Saladyna. Wizyta legata papieskiego na wyspie Man. Małżeństwo króla Godreda.
- 1228–1237: Śmierć króla Olafa na wyspie Św. Patryka i pogrzeb w opactwie Rushen.
- 1250–1256: Początek rządów Magnusa Olafssona.
- 1256–1274: Zakończenie budowy kościoła St. Mary w opactwie Rushen i poświęcenie przez biskupa Richarda.

## Wiarygodność
Kronika w wielu miejscach jest niejasna, na co wskazywał już Peter Andreas Munch w swojej przedmowie oraz notatkach do wydania z 1860 roku. Wątpliwości dotyczą również nieścisłości w niektórych fragmentach oraz błędów w chronologii, pojawiających się zwłaszcza w pierwszych latach. Możliwe jednak, że autor bądź autorzy nie posiadali odpowiednich źródeł lub opierali się na błędnie przepisanych rękopisach. Wskazywać może na to fakt, że późniejsze zanotowane wydarzenia są zgodne z prawdą historyczną, więc autor musiał być ich naocznym świadkiem lub miał dostęp do wiarygodnych informacji. Dotyczy to zwłaszcza okresu walki o władzę na wyspie (około 1200–1228) między Ragnvaldem i jego bratem Olafem. W jednym przypadku potwierdzono, że zapis w kronice pochodził od osób bezpośrednio zaangażowanych w przytoczone wydarzenia.